# 45P/Honda-Mrkos-Pajdušáková

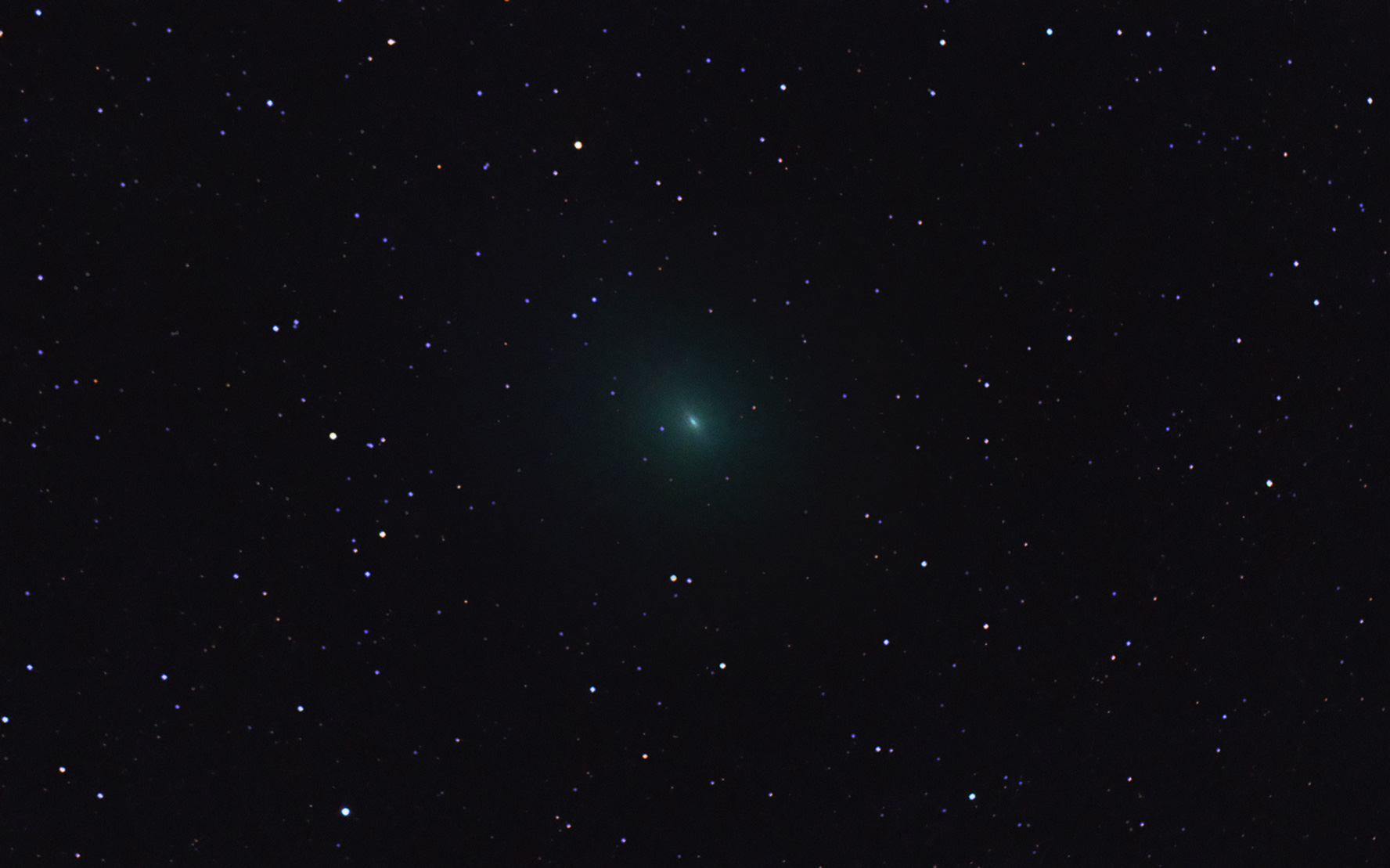
O cometa visto em 2017.

45P/Honda-Mrkos-Pajdušáková é um cometa periódico. 
Foi descoberto por Minoru Honda, Antonín Mrkos e Ľudmila Pajdušáková.